# Руогосельга
Руогосельга — озеро на территории Ребольского сельского поселения Муезерского района Республики Карелия.

## Общие сведения
Площадь озера — 1,4 км², площадь водосборного бассейна — 491 км². Располагается на высоте 174,7 метров над уровнем моря.
Форма озера лопастная, продолговатая: вытянуто с запада на восток. Берега каменисто-песчаные, местами заболоченные.
Через озеро протекает река Колвас, вытекающая из озера Колвас, протекающая озёра Ченус, Лавансельга, Талвизлакши, имеющая приток из озера Струналампи и впадающая в Лексозеро, откуда через реки Сулу и Лендерку воды в итоге попадают в Балтийское море.
С южной стороны в озеро втекает безымянный ручей, вытекающий из озера Талвизъярви
В озере расположены два небольших безымянных острова.
Порядка километра к юго от озера проходит дорога местного значения.
Код объекта в государственном водном реестре — 01050000111102000010380.